# 安龙腺萼木
安龙腺萼木（学名：Mycetia anlongensis），为茜草科腺萼木属下的一个植物种。